# Teófilo Benito
Teófilo Benito (ur. 22 lipca 1966 w Alcolea de Calatrava, zm. 15 sierpnia 2004 w Madrycie) – hiszpański lekkoatleta, specjalizujący się w biegach średniodystansowych.
W 1986 zajął 14. miejsce w biegu na 1500 m na igrzyskach Dobrej Woli z czasem 3:45,88 s. W 1987 zdobył brązowy medal igrzysk śródziemnomorskich na tym samym dystansie z czasem 3:41,27 s. Dwukrotnie startował na mistrzostwach świata: w 1987 i 1991. Na obu imprezach odpadł w półfinale. W 1987 zajął 8. miejsce w swoim biegu z czasem 3:41,89 s, a w 1991 był 6. w swoim biegu z czasem 3:41,61 s.
Popełnił samobójstwo 15 sierpnia 2004, skacząc z ósmego piętra hotelu Puerta Castilla w Madrycie. Pochowany został cztery dni później w El Vendrell.
Rekordy życiowe:
- 800 m – 1:46,51 ( Barcelona, 12 lipca 1989)
- 1000 m – 2:21,81 ( Saragossa, 3 czerwca 1984)
- 1500 m – 3:35,84 ( Getxo, 29 czerwca 1991)
- mila – 3:55,88 ( Jerez de la Frontera, 17 września 1991)
- 2000 m – 5:02,60 ( Sewilla, 24 maja 1986)
- 3000 m – 8:04,99 (1986)